# 1964–1965-ös olasz labdarúgókupa
Az 1964–1965-ös olasz labdarúgókupa az olasz kupa 18. kiírása. A kupát a Juventus nyerte meg immár ötödik alkalommal.

## Eredmények

### Első forduló
| 1. csapat   | Eredmény  | 2. csapat         |
| ----------- | --------- | ----------------- |
| Alessandria | 1–2       | Juventus          |
| Bari        | 1–4 (hu.) | Foggia            |
| Brescia     | 2–0       | Mantova           |
| Verona      | 0–2       | Venezia           |
| Lecco       | 2–0       | Padova            |
| Livorno     | 3–4       | Cagliari          |
| Modena      | 2–1       | Lanerossi Vicenza |
| Parma       | 1–3       | Sampdoria         |
| Potenza     | 0–4       | Catania           |
| Pro Patria  | 1–0       | Varese            |
| Reggiana    | 0–2 (hu.) | Genoa             |
| Monza       | 2–1 (hu.) | Milan             |
| SPAL        | 3–0       | Fiorentina        |
| Napoli      | 2–1 (hu.) | Messina           |
| Palermo     | 4–3 (hu.) | Catanzaro         |
| Trani       | 0–3       | Lazio             |
| Triestina   | 1–3       | Atalanta          |

### Kvalifikáció
| 1. csapat | Eredmény  | 2. csapat |
| --------- | --------- | --------- |
| Napoli1   | 0–0 (hu.) | Lazio     |

1A Napoli sorsolással jutott tovább.

### Második forduló
| 1. csapat  | Eredmény       | 2. csapat |
| ---------- | -------------- | --------- |
| Juventus   | 1–0            | Brescia   |
| Lecco      | 3–0            | Sampdoria |
| Modena     | 1–1 (Te.: 4-5) | Atalanta  |
| Pro Patria | 1–2 (hu.)      | Genoa     |
| Monza      | 2–1 (hu.)      | Venezia   |
| Napoli     | 2–1 (hu.)      | Foggia    |
| Palermo    | 1–0            | Catania   |
| Cagliari   | 1–0            | SPAL      |

### Harmadik forduló
| 1. csapat | Eredmény  | 2. csapat |
| --------- | --------- | --------- |
| Genoa     | 3–0       | Monza     |
| Lecco     | 0–2 (hu.) | Juventus  |
| Napoli    | 1–0       | Palermo   |
| Cagliari  | 5–0       | Atalanta  |

### Negyeddöntő
A fordulóban csatlakozó csapatok:  Bologna, Internazionale, Roma, Torino.
| 1. csapat      | Eredmény       | 2. csapat |
| -------------- | -------------- | --------- |
| Torino         | 2–0            | Genoa     |
| Bologna        | 0–0 (Te.: 4-5) | Juventus  |
| Internazionale | 2–2 (Te.: 4-1) | Cagliari  |
| Napoli         | 1–2            | Roma      |

### Elődöntő
| 1. csapat | Eredmény       | 2. csapat      |
| --------- | -------------- | -------------- |
| Roma      | 2–2 (Te.: 4-6) | Internazionale |
| Juventus  | 1–0            | Torino         |

### Döntő
| 1965. augusztus 29. | Juventus       | 1 - 0 | Internazionale | Stadio Olimpico, Róma Nézőszám: – Játékvezető: Alessandro D'Agostini |
| 1965. augusztus 29. | Menichelli 15' | (1–0) |                | Stadio Olimpico, Róma Nézőszám: – Játékvezető: Alessandro D'Agostini |

| Az 1964–1965-ös olasz labdarúgókupa győztese: |
| --------------------------------------------- |
| Juventus 5. cím                               |